# Mini Motor
Mini Motor is een historisch merk van hulpmotoren.
Mini Motor was een Italiaans merk dat vanaf 1946 hulpmotoren maakte, die echter ook in licentie in Engeland werden gemaakt door de firma Trojan. Het 50cc-motortje was ontworpen door Vincenti Piatti, oorspronkelijk voor de aandrijving van draaibanken. Hij zag echter direct de mogelijkheid om er fietsen mee voort te bewegen. De Engelse versie werd bekender dan de Italiaanse. De Mini Motor zat boven het achterwiel en dreef dit met een rol aan. Er bestond ook een Franse versie van de Mini Motor. De fabrikant is echter onbekend. 